# Ophiomitrella clavigera
Ophiomitrella clavigera är en ormstjärneart som först beskrevs av Jean Baptiste François René Koehler 1896. Enligt Catalogue of Life ingår Ophiomitrella clavigera i släktet Ophiomitrella och familjen knotterormstjärnor, men enligt Dyntaxa är tillhörigheten istället släktet Ophiomitrella och familjen fransormstjärnor. Det är osäkert om arten förekommer i Sverige. Inga underarter finns listade i Catalogue of Life.